# ベネラ6号
ベネラ6号（ロシア語:Венера-6）は、ソビエト連邦が1969年1月10日に打上げた金星探査機である。

## 構造
ベネラ6号は金星大気層に探査機を軟着陸可能な速度で降下させる目的で設計された。機体はベネラ4号・5号と同型である。

## 経過
ベネラ6号は1969年1月10日、モルニヤロケットで打上げられ、4か月かけて金星へ到着した。そして5月17日、降下カプセルは軌道モジュールより分離され、金星表面へ向かってパラシュートを開いて減速しながら降下を開始した。しかし、このとき既に光電管は故障し、機能していなかった。カプセルはパラシュートで降下中、51分間に渡って金星からの大気状態を送信し続け、高度22 km地点で大気圧力により破壊したと見られる。直前に記録された数値は19.8気圧、294 ℃であった。